# Convento de Santa Paula (Sevilla)
El convento de Santa Paula es un monasterio de clausura en Sevilla, España, de monjas de la Orden de San Jerónimo, catalogado como monumento histórico. Dedicado a Santa Paula de Roma, se encuentra situado en el centro histórico de la ciudad, a espaldas de la parroquia de San Marcos y muy próximo a otro de los grandes conventos sevillanos, el de Santa Isabel. En el pasado contó con un extenso terreno, ocupado principalmente por su huerta.
La configuración actual del inmueble es compleja, a consecuencia de las diferentes modificaciones y reformas llevadas a cabo a lo largo de su historia. En su interior se combinan construcciones de gran interés arquitectónico con otras muy sencillas de tipo doméstico, que se organizan en torno a amplios espacios vacíos destinados a patios, jardines o compases.
Está declarado BIC (Bien de Interés Cultural), como Monumento histórico-artístico perteneciente al Tesoro Artístico Nacional por decreto de 3 de junio de 1931.

## Historia
En 1473, el papa Sixto IV concedió la bula fundacional de un monasterio en Sevilla a Ana de Santillán y Guzmán, dama que tras enviudar, había ingresado en la iglesia de San Juan de la Palma. En su retiro concibió la creación de un monumento de clausura para la orden jerónima. En 1475, se bendijo la iglesia, construida en unas casas de la fundadora en la collación de San Román, a las que se añadieron otras cercanas.
Hacia 1483, Isabel Enríquez, viuda del condestable de Portugal, promovió la edificación de la actual iglesia del convento. En los muros laterales de la cabecera se encuentran los sepulcros de Isabel, de su esposo el condestable y de un hermano de ésta, con sus emblemas heráldicos donde se combinan las armas de los Enríquez y de Portugal.
Posteriores reformas y ampliaciones se sucedieron con particular intensidad en los siglos XVI y XVII. A finales del siglo XX el convento se vio sometido a numerosas obras de restauración y adaptación, entre las que destacan la apertura del museo conventual, el único instalado en una clausura sevillana.

## El edificio
Cuenta con dos entradas desde el exterior, una de ellas abierta a través del compás de los locutorios, que permite llegar a la puerta reglar, las dependencias de las hermanas porteras, el museo conventual y la capilla del Sagrado Corazón. La otra, de acceso a un recoleto compás que lleva hasta la iglesia y otras dependencias de servicio, muestra al exterior una portada de ladrillo que presenta un arco conopial entre baquetones. Entre los dos accesos citados se encuentra la vivienda del capellán.

### Iglesia
Mención muy especial merece la portada de esta iglesia, una de las más interesantes que se conservan en la ciudad, finalizada en 1504, en la que se dan la mano el estilo mudéjar con el gótico y en la que aparecen algunos de los primeros elementos decorativos propios del Renacimiento. Fue ejecutada por el escultor Pedro Millán con la colaboración del ceramista de origen italiano Francisco Niculoso Pisano, y en ella se combinan el ladrillo agramilado con los arcos apuntados, junto con alficez, flameros y medallones.
La iglesia se levantó entre los años 1483 y 1489. Pertenece al conocido tipo "de cajón" (de una sola nave), con cabecera plana y coros alto y bajo a los pies. Su condición de gótico-mudéjar queda fielmente reflejada en sus cubiertas, con de bóvedas nervadas profusamente decorada de tracería gótica en la cabecera, y un magnífico artesonado mudéjar en la nave, obra de Diego López de Arenas, realizado en 1623, con cubierta de par y nudillo.
El retablo mayor, realizado por José Fernando de Medinilla, en 1730, está presidido por una escultura de Santa Paula. En los laterales del presbiterio se encuentran los sepulcros de Isabel Enríquez y su marido (marqueses de Montemayor), recubiertos de azulejo de cuenca. En el muro izquierdo se levanta el retablo de San Juan Evangelista, realizado por Alonso Cano en 1635, la figura del santo que preside el mismo, fue esculpida por Juan Martínez Montañés en 1637. En el lado del muro derecho se encuentra el retablo de San Juan Bautista, realizado en 1637, por el maestro Felipe de Ribas, la escultura central del retablo, fue esculpida por Montañés en 1638, en el retablo también figuran imágenes de Santa Ana y Santa Isabel, el ático del retablo también corresponde a Felipe de Ribas. Otro retablo existente es el del santo Cristo, obra de Felipe de Ribas y contiene un crucificado que se atribuye a Pedro Millán y el de la Dolorosa ejecutado por Gaspar de Ribas. Es muy destacable el zócalo de azulejos a lo largo de la iglesia fechado en 1616. Por su parte, la sacristía conserva una interesante bóveda esquifada mudéjar, montada sobre trompas.
El coro bajo carece de sillería, cuenta en su lugar con un banco corrido con zócalo realizado por azulejos cerámicos realizados por Hernando de Valladares, entre 1615 y 1616.
A ambos lados del presbiterio de esta iglesia se encuentran dos obras de grandes dimensiones de 1730 de Domingo Martínez. Se trata de La partida de Santa Paula a Oriente y La muerte de Santa Paula, que fueron reintegradas en septiembre del 2008, tras un proceso de restauración que se prolongó durante dos años.
Al exterior destaca su esbelta espadaña, una de las más elegantes de la ciudad.

### Zona de clausura
La zona de clausura cuenta con dos claustros, uno principal realizado por Diego López Bueno en el siglo XVII, cuando se amplía el convento a consecuencia del auge de la comunidad, haciendo de éste el claustro principal a costa del otro más pequeño, conocido como "patio viejo". Ambos quedan comunicados entre sí mediante una arquería de cuatro vanos sobre columnas pareadas y arcos de medio punto.
El perímetro del monasterio se destina para espacios auxiliares de menor entidad arquitectónica, tales como almacenes, lavaderos, ropería, algunas celdas dispersas, sin olvidar el antiguo noviciado, con estructura diferenciada de casa.

Convento de Santa Paula
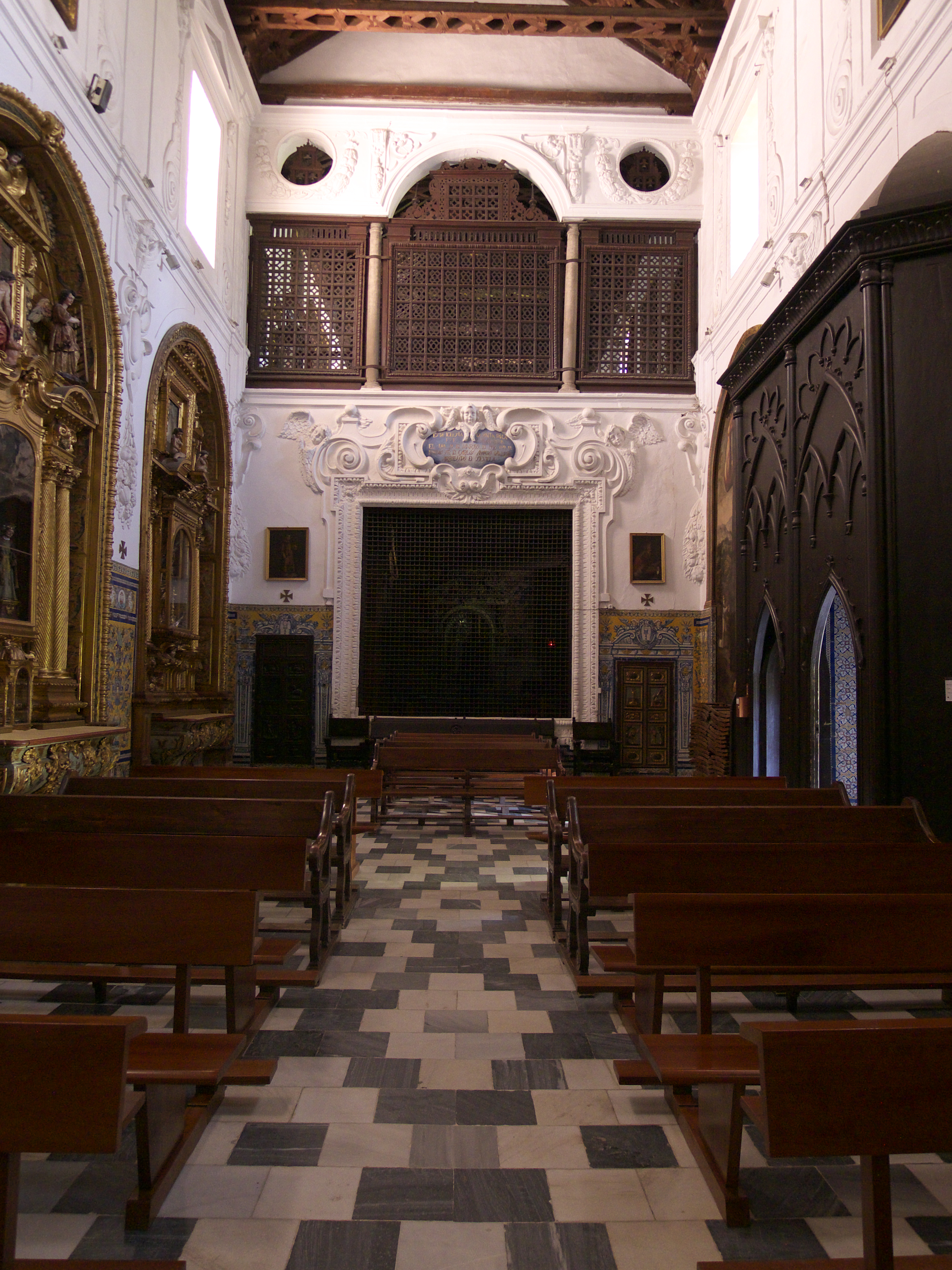
Vista del coro alto y bajo.
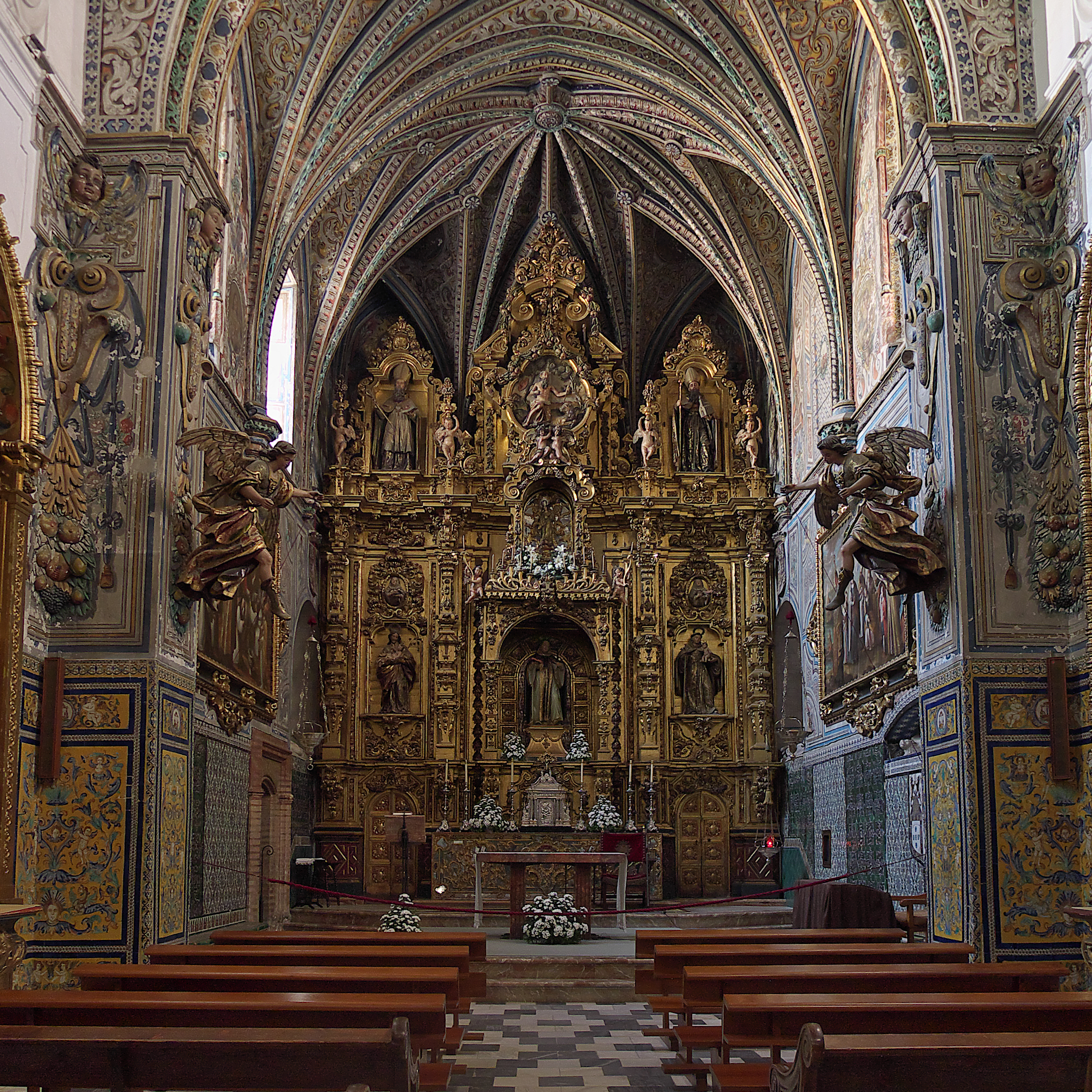
Retablo del entierro de Cristo.
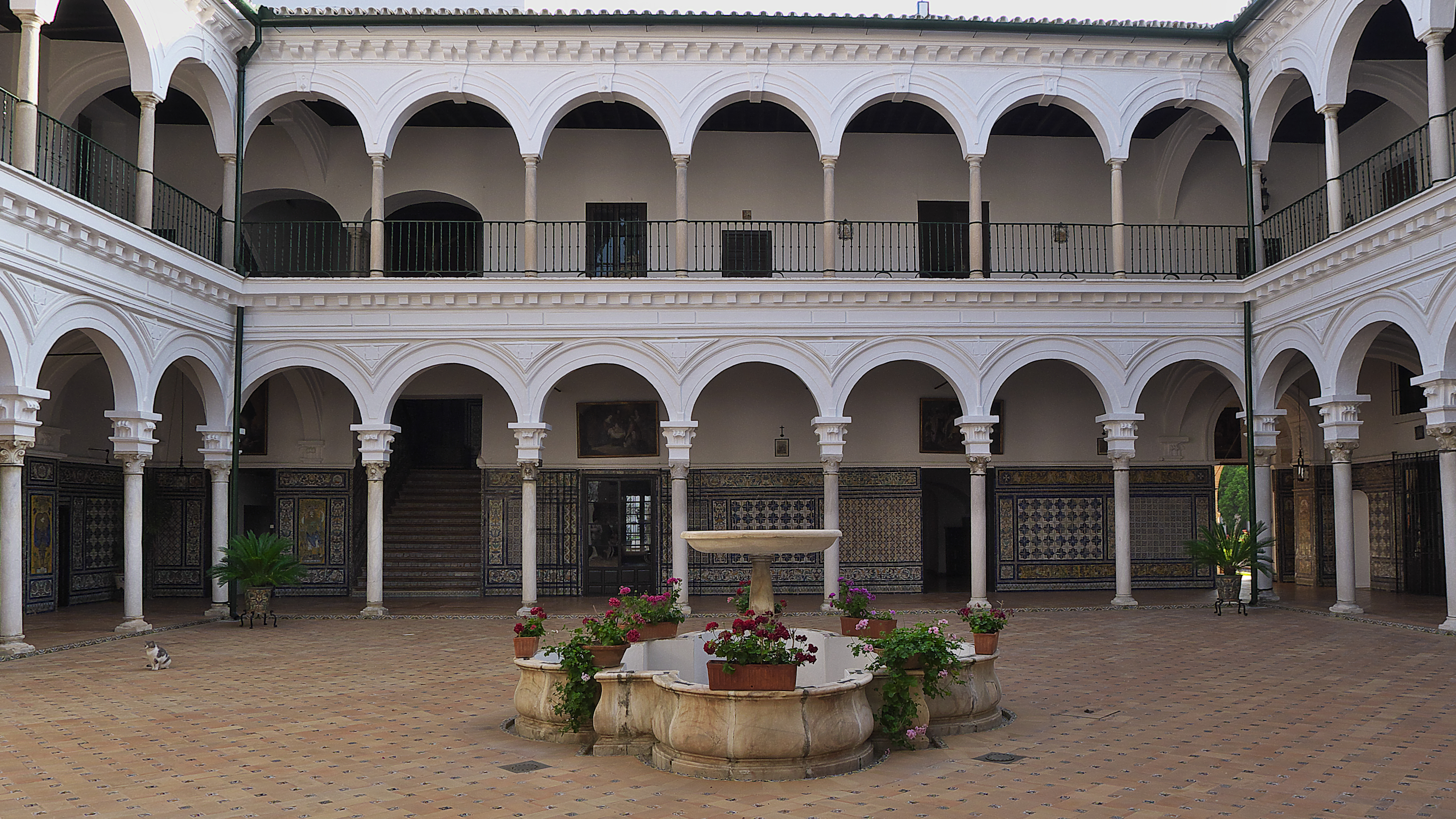
Claustro.
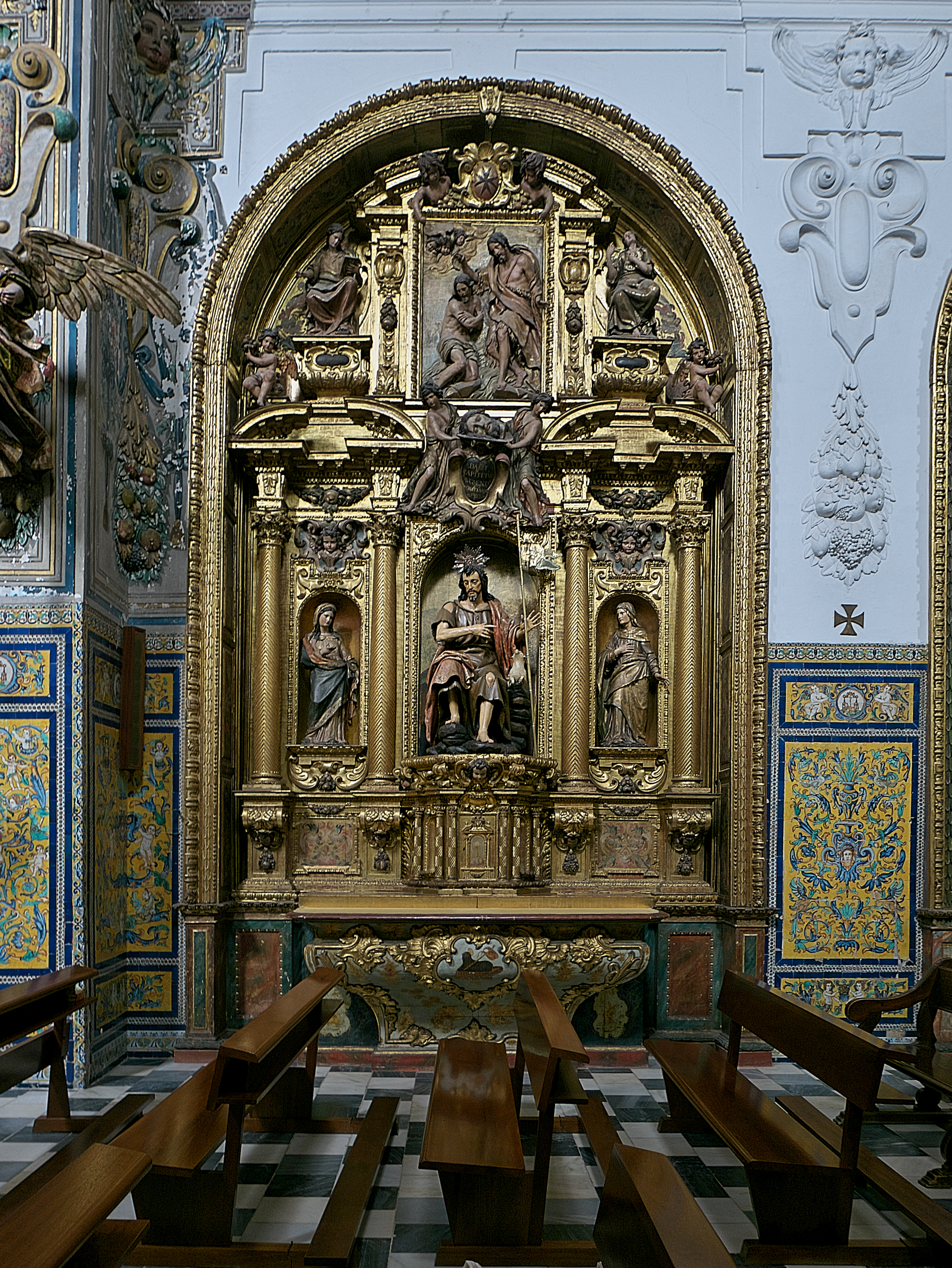
Retablo de San Juan Bautista.

## Catalogación
El monasterio de Santa Paula fue el primero de la ciudad de Sevilla que recibió la declaración como monumento histórico-artístico perteneciente al Tesoro Artístico Nacional mediante decreto de 3 de junio de 1931.